# Marion Wagner
Marion Wagner-Baumgärtner (Mainz, 1 februari 1978) is een atleet uit Duitsland.
Wagner liep viermaal de 4x100 meter estafette voor Duitsland op de Olympische Zomerspelen, in 2000, 2004 en 2008.
Op de Wereldkampioenschappen atletiek 2001 liep Wagner met het Duitse team naar de gouden medaille op de 4x100 meter estafette.
In 2012 stopt Wagner met topsport.
- Gemeinsame Normdatei: 1051216214
- World Athletics: 14280166
- Virtual International Authority File: 308715941

1983 Gladisch, Koch, Auerswald, Göhr · 
1987 Brown, Williams, Griffith-Joyner, Marshall · 
1991 Duhaney, Cuthbert, McDonald, Ottey · 
1993 Bogoslovskaja, Maltsjoegina, Voronova, Privalova · 
1995 Mondie-Milner, Guidry-White, Gaines, Torrence · 
1997 Gaines, Jones, Miller, Devers · 
1999 Fynes, Sturrup, Davis-Thompson, Ferguson · 
2001 Paschke, G. Rockmeier, B. Rockmeier, Wagner · 
2003 Girard, Hurtis-Houairi, Félix, Arron · 
2005 Daigle, Lee, Barber, Williams · 
2007 Williams, Felix, Barber, Edwards · 
2009 Facey, Fraser, Bailey, Stewart · 
2011 Knight, Felix, Myers, Jeter · 
2013 Russell, Stewart, Calvert, Fraser-Pryce · 
2015 Campbell-Brown, Morrison, Thompson, Fraser-Pryce · 
2017 Brown, Felix, Akinosun, Bowie · 
2019 Whyte, Fraser-Pryce, Smith, Jackson · 
2022 Jefferson, Steiner, Prandini, Terry · 
2023 Davis, Terry, Thomas, Richardson